# Nigidius dentifer
Nigidius dentifer là một loài bọ cánh cứng trong họ Lucanidae. Loài này được Albers mô tả khoa học năm 1884.